# 김관재
김관재(金琯在, 1953년 ~)는 광주고등법원장 등을 역임한 법조인이다.

## 생애
1953년 전라남도 강진군에서 태어나 광주제일고등학교와 서울대학교 법학과를 졸업하고 1975년 제17회 사법시험에서 합격했다.
1980년 10월 광주지방법원 판사에 임용되어 1982년 9월 광주지방법원 순천지원, 1987년 3월 광주고등법원에서 판사로 재직하다가 1991년 2월 대법원 재판연구관을 거쳐 1992년 2월 광주지방법원 부장판사에 임명되어 재판장을 하다가 1994년 7월에
광주지방법원 순천지원 지원장으로 재임하다 1999년 10월 광주지방법원에서 부장판사, 2000년 7월 광주지방법원에서 수석 부장판사로 재직하다가 법원장으로 승진하여 2005년 11월에 전주지방법원, 2006년 6월에 광주지방법원, 2008년 2월에 광주고등법원에서 법원장을 하다가 2010년 2월 정기 인사를 앞두고 사직하고 변호사 김관재 법률사무소를 개업했다.
광주지방법원장으로 재직할 때인 2006년 10월 10일에 전국 법원 가운데 처음으로 모든 판결의 선고 결과를 즉시 공개하기로 했다.
광주지방법원 부장판사였던 장병우가 이례적으로 광주고등법원 형사1부장판사에 임명되어 허재호 전 대주그룹 회장의 재판장이 된 것에 대해 광주고등법원의 한 부장판사는 "김관재 당시 광주고등법원장이 시킨 거예요. '당신이 형사부장을 해라. 왜냐면 이미 그 당시 허재호 전 회장 사건이 접수돼 있는 상황이니까.'"라고 말하는 내용이 보도되어 황제 노역 판결로 논란이 일으킨 사건의 윗선으로 광주고등법원장인 김관재가 개입되었을 것이라는 논란이 있었지만 당사자는 부인했다.

## 주요 판결
- 광주지방법원 제2형사부 재판장으로 재직하던 1993년 8월 3일에 학교 운영비리로 기소된 박철웅 조선대학교 총장에 대해 업무상 횡령 등으로 징역6월 집행유예1년을 선고하면서 함께 기소된 부인에게 징역1년 집행유예2년을 선고했다.[3] 12월 16일에 아파트에 침입해 주부에게 폭력을 행사하여 구속된 회사원에게 "정황으로 보아 피고인의 진술이 인정되고 회사에서 성실하게 근무한 점 등으로 보아 강도를 위해 침입했다고 볼 수 없다"며 "범죄사실을 입증할 증거가 없다"는 이유로 무죄를 선고했다.[4]